# Bee Branch Township
Pour les articles homonymes, voir Bee Branch.
Bee Branch Township est un township du comté de Chariton dans le Missouri, aux États-Unis,. Il est baptisé en référence à la rivière Bee Branch (en).

## Source de la traduction
- (en) Cet article est partiellement ou en totalité issu de l’article de Wikipédia en anglais intitulé « Bee Branch Township, Chariton County, Missouri » (voir la liste des auteurs).